# Prospect Park (comté de Cameron, Pennsylvanie)
Prospect Park est une census-designated place située dans le comté de Cameron, dans l’État de Pennsylvanie, aux États-Unis. Lors du recensement de 2020, elle compte 270 habitants.